# Tresor de Tomares
El tresor de Tomares és un tresor romà trobat durant unes obres al Parc del Olivar del Zaudín, en la localitat sevillana de Tomares, el 28 d'abril de 2016.

## Descripció
Està format per 19 àmfores que contenien uns 600 kg de monedes de bronze i algunes també banyades en plata, dels segles iii i iv, en les quals apareix la figura de l'emperador Maximià o de l'emperador Constantí Les monedes tenen en l'anvers la figura d'un emperador i en el revers diverses al·legories romanes, com l'abundància.
Els investigadors van emfatitzar que no s'havia trobat mai tal acumulació de peces i a més tan homogènies.